# Caprifolioideae
Caprifolioideae, potporodica grmlja iz Azije, Europe, Sjeverne Amerike i sjeverne Afrike. Postoji pet rodova, od kojih je najraširenija kozokrvina, Lonicera.

## Rodovi
1. Heptacodium Rehder (1 sp.)
2. Symphoricarpos Dill. ex Juss. (15 spp.)
3. Leycesteria Wall. (6 spp.)
4. Triosteum L. (6 spp.)
5. Lonicera L. (161 spp.)